# Skrzynka (Nowiny)
Skrzynka – kolonia wsi Nowiny w Polsce, położona w województwie lubelskim, w powiecie radzyńskim, w gminie Borki.
W latach 1975–1998 kolonia należała administracyjnie do województwa lubelskiego.